# Raymond Lakah
Raymond Lakah, né le 10 novembre 1963 au Caire, est un homme d'affaires franco-égyptien. Il fut le propriétaire de Montaigne Press, la holding qui détenait France-Soir jusqu'en mars 2006. Il est issu d'une vieille famille chrétienne (grecque-catholique) du Caire d'origine syrienne. C'est lui qui prend la décision de licencier le directeur de publication de France-Soir, Jacques Lefranc, aussitôt après la reproduction dans ce journal des caricatures de Mahomet.
En 2004, il achète France-Soir, le quotidien lancé par Pierre Lazareff en 1945. 
En 2006, il est placé sous contrôle judiciaire pour « abus de biens sociaux », une décision prise par Xavière Simeoni, juge d'instruction parisienne. Une enquête préliminaire a été lancée le 5 décembre par la parquet de Paris, pour examiner la gestion de Presse Alliance. 

## Biographie
D'origine syrienne, Raymond Lakah est issu de la communauté grecque catholique installée en Égypte. Fils d'un médecin, il habite le quartier de Fagalla au Caire et il suit des études en français chez les jésuites. Après la mort de son père, Raymond Lakah prend les commandes de l'entreprise familiale, qui tenait le monopole de la distribution des fournitures médicales pour les hôpitaux publics en Égypte. Profitant de ses relations avec Gamal Moubarak, au cours des années 1990 il fait évoluer son entreprise familiale en une holding présente sur un grand nombre de secteurs (transport aérien et ferroviaire, hôtellerie...).

## Vente deFrance Soir
Raymond Lakah a annoncé le 28 mars 2006 un accord avec le groupe Moscow News pour la reprise du quotidien et la poursuite de sa parution. Moscow News est la propriété d'Arcadi Gaydamak, homme d'affaires russo-franco-canado-israélo-angolais, impliqué dans l'affaire des ventes d'armes à l'Angola (Angolagate).